# Antonín Novák (vrah)
Antonín Novák (* 1964 nebo 1965 Kráľovský Chlmec) je slovenský pedofilní vrah, který v roce 2008 v Havlíčkově Brodě pohlavně zneužil a zavraždil devítiletého Jakuba Šimánka. Případ brutální vraždy dítěte, kterou spáchal opakovaně trestaný deviant, vzbudil i díky velkému zájmu médií značný ohlas u veřejnosti. V souvislosti s ním se opět objevila diskuze o obnovení trestu smrti či zavedení veřejně dostupného registru sexuálních delikventů.

## Pachatel
Antonín Novák pochází ze slovenské obce Kráľovský Chlmec. Vyučil se klempířem a v době spáchání trestného činu tuto profesi provozoval jako zaměstnanec soukromé havlíčkobrodské firmy. Jeho profesní znalosti zde však byly zpochybněny. V roce 1994 byl odsouzen za pohlavní zneužití dítěte k 18měsíčnímu trestu. V roce 2000 nalákal do bytu a pohlavně zneužil sedmiletého chlapce, za což byl odsouzen k trestu ve výši 4,5 roku. Po propuštění z vězení se měl podrobit ambulantní léčbě. Na kontroly přestal chodit ve chvíli, kdy se dostal do hledáčku policie kvůli nesplácení půjčky. Místo ambulantní léčby proto byla navržena léčba ústavní. Novák však vzápětí Slovensko opustil a přestěhoval se do Havlíčkova Brodu.

## Vražda
Dne 4. května 2008 se Novák pohyboval v blízkosti dětského hřiště. Předstíral, že fotografuje kachny, přitom se však poohlížel po nějakém dítěti, které by mohl nalákat k sobě na ubytovnu. Jednomu chlapci nabízel cigarety, ten s ním však nikam jít nechtěl. Nakonec oslovil devítiletého Jakuba Šimánka. Tvrdil mu, že vlastní několik počítačových her, které nemá komu dát a které si u něho může vyzkoušet a případně i vzít. S chlapcem odešel na ubytovnu, kde mu skutečně ukázal některé hry. Později Jakubovi navrhl, aby se s ním díval na pohádky. Ten souhlasil a mezi videokazetami si vybral film Mrazík. Během jeho sledování začal Novák chlapce osahávat a poručil mu, aby se svlékl. Jakub mu měl posílat vzdušné polibky a říkat, že ho miluje. Poté ho Novák otočil na břicho a znásilnil do konečníku. Vše si přitom fotil a natáčel na digitální fotoaparát. Po napadení mu Jakub pohrozil, že vše prozradí rodičům. Novák ho zpočátku neplánoval zavraždit. Chtěl ho jen dovést na okraj lesa a nechat ho tam, aby získal dostatek času na uprchnutí z města. Během cesty se však rozhodl chlapce raději uškrtit. Tělo pohodil v lesíku a narychlo ho zaházel větvemi.

## Dopadení
Okamžitě po vraždě se Novák vrátil do bytu, vzal si jen ty nejnezbytnější věci a odjel vlakem do Mladé Boleslavi. Po nezvěstném Jakubovi byla vyhlášena pátrací akce. Popis muže, který se pohyboval v blízkosti malého chlapce podala náhodná svědkyně. Nakreslit se ho pokusily i další děti ze hřiště. Jistou stopu také představoval záznam z bezpečnostní kamery, na které neznámý muž sledoval malého chlapce Jakubova věku, chyběla na něm však časová stopa. Podnět vedoucí k Novákovu dopadení nakonec podal nájemce jeho bytu. Ten sdělil policistům, že v době, kdy bylo oznámeno zmizení Jakuba Šimánka, jeho podnájemník Novák zmizel z bytu a zanechal tam většinu svých osobních věcí včetně kufrů, oblečení a digitálního fotoaparátu. Nováka se neúspěšně snažil zkontaktovat telefonicky. Nakonec se odhodlal zajít za jeho zaměstnavatelem, který mu oznámil, že v době zmizení Jakuba zaměstnání ukončil s vysvětlením, že mu na Slovensku zemřel bratr a on se chce vrátit domů. Při prověřování Novákovy osoby byla zjištěna jeho pedofilní minulost. Zadržen byl 6. června. K činu se doznal a vyšetřovatele dovedl k tělu. Jedním z důkazů se stal digitální fotoaparát, na který si Jakubovo znásilnění natočil. Záznam smazal, policejním technikům se ho však podařilo obnovit. Jeho dopadení vzbudilo velký mediální zájem. Během soudního procesu se Novák střídavě dožadoval (neexistujícího) trestu smrti, ale zároveň doufal, že by mohl být v budoucnu propuštěn na svobodu. Antonín Novák byl za trestné činy znásilnění a vraždy odsouzen na doživotí. Sám si přál umožnění výkonu trestu na Slovensku. To však nebylo vzhledem k absenci detenčního ústavu možné.